# Dimitrios Nanopoulos
Dimitri Nanopoulos (Δημήτρης Νανόπουλος; Atene, 13 settembre 1948) è un fisico greco.

## Biografia
È uno dei ricercatori più citati nel mondo (più di 19.000 occorrenze), non solo nel campo della fisica, ma anche in diverse discipline scientifiche.

## Riconoscimenti
- Premio Enrico Fermi, assegnatogli nel 2009 dalla Società Italiana di Fisica.